# Copa del Príncipe de voleibol 2015
La Copa del Príncipe es una competición que se disputa en el voleibol a lo largo de dos días en una misma sede. La competición se lleva disputando durante varios años, siendo esta la VIII edición. En esta ocasión, el Pabellón J.J.Imbroda (Melilla, España) acogerá un torneo cuya organización corrió a cargo del C.V. Melilla.

## Sistema de competición
La primera fase se lleva a cabo durante la primera ronda de la liga regular o Superliga 2. Los 3 equipos con mayor número de puntos se clasifican por la vía deportiva y el organizador. En caso de que este esté en esas tres plaza, también iría el cuarto clasificado.
Una vez dentro, los equipos juegan un torneo con formato de "Final Four" con semifinales y final. En las semifinales se enfrentan los primeros contra los segundos del otro grupo. Los finalistas se dan cita al día siguiente para conocer quién será el vencedor y por lo tanto el campeón de la competición oficial.

## Equipos participantes
Organizador:
· C.V. Melilla
Equipos de esta edición:
· CV AA Llars Mundet
· FC Barcelona
· CV Mediterráneo de Castellón

## Cuadro de la Copa
|  | Semifinales | Semifinales                    | Semifinales | Semifinales                    | Semifinales | Semifinales | Semifinales |    |    | Final        | Final | Final | Final | Final | Final | Final |  |
|  |             |                                |             |                                |             |             |             |    |    |              |       |       |       |       |       |       |  |
|  |             |                                |             |                                |             |             |             |    |    |              |       |       |       |       |       |       |  |
|  | 3           | C.V. Melilla                   | 26          | 20                             | 25          | 19          | 15          |    |    |              |       |       |       |       |       |       |  |
|  | 3           | C.V. Melilla                   | 26          | 20                             | 25          | 19          | 15          |    |    |              |       |       |       |       |       |       |  |
|  | 2           | FC Barcelona                   | 24          | 25                             | 19          | 25          | 13          |    |    |              |       |       |       |       |       |       |  |
|  | 2           | FC Barcelona                   | 24          | 25                             | 19          | 25          | 13          |    | 0  | C.V. Melilla | 12    | 23    | 17    |       |       |       |  |
|  |             |                                |             |                                |             |             |             |    | 0  | C.V. Melilla | 12    | 23    | 17    |       |       |       |  |
|  |             |                                | 3           | C.V. Mediterráneo de Castellón | 25          | 25          | 25          |    |    |              |       |       |       |       |       |       |  |
|  | 3           | C.V. Mediterráneo de Castellón | 3           | C.V. Mediterráneo de Castellón | 25          | 25          | 25          | 25 | 25 | 29           | 25    |       |       |       |       |       |  |
|  | 3           | C.V. Mediterráneo de Castellón |             |                                |             |             |             | 25 | 25 | 29           | 25    |       |       |       |       |       |  |
|  | 1           | CV AA Llars Mundet             | 19          | 23                             | 31          | 18          |             |    |    |              |       |       |       |       |       |       |  |
|  | 1           | CV AA Llars Mundet             | 19          | 23                             | 31          | 18          |             |    |    |              |       |       |       |       |       |       |  |
|  |             |                                |             |                                |             |             |             |    |    |              |       |       |       |       |       |       |  |

| Predecesor: Copa del Príncipe 2014 Cáceres | 'Copa del Príncipe 2015' Melilla | Sucesor: Copa del Príncipe 2016 San Sadurniño |